# Mythos Gotthard
Mythos Gotthard (Untertitel: Pass der Pioniere) ist ein deutscher Dokumentarfilm von Verena Schönauer. Der deutschsprachige Film stammt aus dem Jahr 2018 und thematisiert  das Gotthardmassiv und die technischen Querungen in Nord-Süd-Richtung besonders in den letzten 200 Jahren.
Im Film geht es auch um die Überquerung des Alpenhauptkamms mit Hilfe der beiden grossen Bauwerke Gotthardtunnel und Gotthard-Basistunnel der Gotthardbahn zu Beginn und Ende des 20. Jahrhunderts. Auch der Bau der Tremola-Strasse, der Rückgang der Alpengletscher, die Biologie der Hochalpenseen und die Technik der Rettungsflüge in dem Gebiet werden berührt. Unter Mitarbeit von Forschern verschiedener Fachgebiete wie Alexandra Binnenkade, Beat Frey, Hans Rudolf Fuhrer, Marcia Phillips, Johannes Rebsamen, Mauro Tonolla oder dem Geograph Matthias Vollmer werden historische, soziologische, technische und biologische Aspekte dargestellt. Auch das künstlerische Fotoprojekt des Schweizers Jean Odermatt über das Gebirge und den Pass wird vorgestellt.

## Technische Angaben
Kamera: Thomas Riedelsheimer
Musik: Fabian Römer
Sounddesign: Tomas Bastian
Ton: Felix Riedelsheimer
Sprecherin: Solveig Jeschke u. a.
Grafik: Andreas Jörg
Produktion: Filmquadrat.dok, München, für arte-tv (dort Erstausstrahlung am 8. September 2018) und SWR